# Germaine Kamayirese
Germaine Kamayirese (districte de Nyarugenge, 5 d'agost de 1981) és una enginyera i política de Ruanda, que ha estat nomenada Ministra de Gestió d'Emergències i Afers de Refugiats al govern de Ruanda el 18 d'octubre de 2018.
Abans d'això, del 24 de juliol de 2014 fins al 18 d'octubre de 2018 va exercir el càrrec de Ministra d'Estat d'Infraestructures responsable d'Energia, Aigua i Sanejament.

## Carrera
Del 2000 al 2005 va estudiar l'Institut de Ciència i Tecnologia de Kigali (ISTK), que actualment és el Col·legi de Ciència i Tecnologia de Ruanda, que forma part de la Universitat de Ruanda. Va obtenir la llicenciatura en enginyeria electromecànica a l'ISTK en 2005. També va obtenir un màster en gestió de comunicacions, que va ser convocada conjuntament el 2010 per l'ISTK i la Universitat de Coventry, al Regne Unit.
Del 2008 al 2011, Germaine Kamayirese ha estat especialista en xarxa a la "Rwanda Utilities Regulatory Agency" (RURA). Des del 2012 fins al 2014, va servir com a especialista en xarxa a "Tigo-Rwanda". De 2010 a 2011 Kamayirese fou assessora de l'Institut d'Arquitectura d'Enginyeria de Ruanda. Des del setembre de 2017 és membre de l'Associació de Dones Enginyeres de Ruanda (RWEA).
En la seva condició de ministre d'Estat responsable de l'energia, l'aigua i el sanejament al Ministeri d'Infraestructures, s'encarrega d'executar l'estratègia i la política nacional de producció, transmissió, distribució i comerç d'energia a Ruanda i amb entitats energètiques estrangeres. També és responsable de proporcionar serveis de subministrament d'aigua i sanejament fiables, segurs i sostenibles a tot Ruanda.
En una remodelació del gabinet el 18 d'octubre de 2018, Germaine Kamayirese va ser nomenada nova ministra de Gestió d'Emergències i Afers de Refugiats.
El desembre de 2014 la revista Forbes la va nomenar entre "Les 20 Dones Més Joves Poderoses d'Àfrica en 2014".